# Beautiful Hangover
"Beautiful Hangover" é uma canção do grupo sul-coreano Big Bang, lançada como seu quinto single em língua japonesa em 25 de agosto de 2010, através da YG Entertainment e Universal Music Japan. O seu lançamento alcançou a posição de número sete pela parada semanal japonesa Oricon Singles Chart e mais tarde, tanto sua faixa título como seu lado B "Somebody to Luv", foram adicionadas a Big Bang 2 (2011), terceiro álbum de estúdio japonês do grupo.

## Antecedentes e lançamento
Em 27 de julho de 2010, foi anunciado o lançamento de "Beautiful Hangover", como o quinto single de língua japonesa do Big Bang, além disso foi informado que sua edição física iria conter uma edição regular e uma limitada. Sua faixa título foi considerada um lançamento que direfe dos últimos lançamentos japoneses do grupo baseados em baladas pop como "Tell Me Goodbye" e "Koe wo Kikasete". Seu vídeo musical correspondente, teve um trecho exibido no programa Mezamashi Live da emissora Fuji TV, antes de seu lançamento oficial que ocorreu na mesma data do single.
"Beautiful Hangover" foi lançado através de duas versões de mesmo conteúdo, diferindo-os pelo tipo de edição limitada por conter como conteúdo extra, um chaveiro com espelho.

## Faixas e formatos
| Beautiful Hangover – CD single |                      |         |  |
| N.º                            | Título               | Duração |  |
| 1.                             | "Beautiful Hangover" | 3:46    |  |
| 2.                             | "Somebody To Luv"    | 3:32    |  |
| Duração total:                 | Duração total:       | 7:18    |  |

## Desempenho nas paradas musicais
Após o seu lançamento no Japão, "Beautiful Hangover" estreou em seu pico de número catorze pela Billboard Japan Hot 100. Na parada da Oricon, a canção atingiu a posição de número sete pela Oricon Singles Chart obtendo vendas de 25,461 mil cópias em sua primeira semana.

### Posições
| Paradas (2010)                      | Melhor posição |
| ----------------------------------- | -------------- |
| Japão (Oricon Weekly Singles Chart) | 7              |
| Japão (Billboard Japan Hot 100)     | 14             |

## Histórico de lançamento
| Região | Data                  | Formato   | Gravadora                              |
| ------ | --------------------- | --------- | -------------------------------------- |
| Japão  | 25 de agosto de 2010  | CD single | YG Entertainment Universal Music Japan |
| Taiwan | 3 de setembro de 2010 | CD single | Universal Music Taiwan                 |